# Галаган, Александр Михайлович
Александр Михайлович Галаган (1879 — май 1938) — выпускник Московского коммерческого института, представитель русской (советской) бухгалтерской мысли, ученик А. П. Рудановского, один из крупнейших специалистов по теории и практике счётных наук.

## Биография
Родился в 1879 году.
Ещё до получения высшего образования он работал бухгалтером на ткацкой фабрике. В 1907 году поступил в открывшийся Московский коммерческий институт и окончил его (первый выпуск) с отличием. Его учителем был теоретик в сфере финансово-экономических дисциплин и известный педагог А. П. Рудановский. После защиты дипломной работы «Новейшие итальянские формы двойной бухгалтерии : Логисмография и статмография» (М.: тип. Д. Чернышев и Н. Кобельков, 1912. — 156, [2] с.: табл. — (Труды Общества окончивших Московский коммерческий институт)) А. М. Галаган был направлен в Италию к главе венецианской школы счетоводства Фабио Бесте (1845—1923) на стажировку и для подготовки диссертации. Там он познакомился с основными школами и направлениями западноевропейского бухгалтерского учёта. Отчётом стало его описание европейского опыта: «Новейшие итальянские формы двойной бухгалтерии» (1912).
Вернувшись в 1913 году в Россию, стал преподавать счётные дисциплины в Коммерческом институте. Вскоре он написал один из первых в России учебников по бухгалтерскому учету — «Учебник счетоведения», вышедший в 1916 году и переизданный в 1918 году. В нём Галаган ввёл в теорию учёта ряд принципиально новых категорий, сделал важные обобщения и выводы.
С 1919 года участвовал в организации Московского финансово-экономического института (МФЭИ), составлении его первых учебных программ, а в 1920-1921 годах руководил этим институтом и читал курс «Финансовое счетоводство». Был в это время также членом коллегии Наркомфина РСФСР, заместителем председателя бюджетной комиссии. Был также профессором Московского университета; с 1921 по 1928 годы — заведующим кафедрой в Сельскохозяйственной академии им. К. А. Тимирязева; преподавал в Московском промышленно-экономическом институте. В это время появился ряд его учебных пособий, в числе которых: Счетоводство в его историческом развитии… / Проф. А. М. Галаган. - Москва ; Ленинград : Гос. изд-во, 1927. — 170 с., [2] с. объявл. — (Пособия для высшей школы).
В 1928 году А. М. Галаган выпустил книгу под названием «Основы общего счетоведения» (М.: Изд-во наркомторга СССР и РСФСР, 1928. — 436 с. — (Практическая библиотека торгового бухгалтера/ Под ред. проф. Н. А. Кипарисова)). В связи с началом свёртывания НЭП, в 1929 году Галаган был причислен к буржуазным учёным и над ним был устроен показательный общественный суд. Пытаясь защититься, он подготовил и издал: в 1929 году книгу Лжекооперация и борьба с ней / Б. Арсеньев, проф. А. Галаган. — М.: Книгосоюз, 1929, а в 1930 году — книгу «Общее счетоведение» (М.: Заочные курсы промышленной академии, 1930), в которой предпринял попытку использовать марксистскую терминологию для объяснения смысла двойной записи, создавая диалектико-материалистическую теорию бухгалтерского учёта. В 1931 году (10, 14 и 26 апреля) состоялся общественный суд над трудами Галагана. Председателем суда был Трошин, члены комиссии М. Х. Жебрак и П. Б. Клейман, общественный обвинитель Н. Ласкин. В результате «профессор Галаган под давлением общественности признал не только отдельные ошибки, но и то, что в основе этих ошибок лежит законченная буржуазная идеология». Ему была запрещена педагогическая работа, его перестали печатать и запретили читать лекции. Однако, он всё-таки продолжал вести практические занятия, как преподаватель-почасовик. — в Промакадемии, Институте повышения квалификации работников Госбанка СССР, Всесоюзном институте заочного обучения Наркомторга, Московском кредитно-экономическом институте.
Жил в дачном посёлке Удельная Раменского района. Умер в мае 1938 года. Похоронен на кладбище Быково-Вялки (старое Вялковское) в посёлке Родники Раменского района. Могила была утеряна в годы Великой Отечественной войны.
После его смерти были изданы: Основы бухгалтерского учета / проф. А. М. Галаган; Под ред. проф. С. К. Татур и А. С. Маргулиса. — Москва; Ленинград: Госпланиздат, 1939 (Москва). — 304 с.: ил.
Современное издание трудов А. М. Галагана: Общее счетоведение / Проф. А. М. Галаган ; Центр. заочные курсы финансово-эконом. наук Наркомфина Союза ССР и Моск. промышл.-эконом. ин-та им. А. И. Рыкова. — 2-е изд., испр. и доп. — Москва: Гос. финансовое изд-во СССР, 1929 (тип. «Эмес»). — 461, [7] с.

## Суть теории А. М. Галагана
1. Учёт начинается с наблюдения тех ценностей, с которыми единичное хозяйство вступает в экономическую деятельность. Информация об этих ценностях формируется в инвентаре (от лат. inventarium — опись имущества, реестр, список), а преобразованный и представленный в сжатой форме инвентарь называется балансом.
2. Инвентарь и баланс отражают статику хозяйства, то есть наличие ценностей и обязательств на определённый момент времени. Оправдательные документы позволяют отражать динамику хозяйства, то есть движение ценностей и обязательств за определённый момент времени.
3. Данные о текущей хозяйственной деятельности получаются исходя из оправдательных документов, которые придают юридическую и экономическую обоснованность всем утверждениям, вытекающим из данных бухгалтерского учёта.

Хозяйственная деятельность каждого предприятия, как полагал Галаган? содержит три важнейших элемента:
- Субъекты — это участники хозяйственного процесса;
- Объекты — различные виды основных и оборотных средств предприятия;
- Операции — действия человека на ценности, с которыми он работает.

Галаган пытался подвести все традиционные учётные приёмы под четыре группы методов:
- наблюдение — выявление общего состояния имущества на момент инвентаризации и контроля текущей работы с помощью первичных документов;
- классификация — запись всех операций, отражающих хозяйственные процессы на счетах бухгалтерского учёта, открытых для каждого процесса, выполняемого в хозяйстве (таким образом Галаган перевёл счетоведение в науку о счетах, а не о балансе);
- индукция (переход от частного к общему) и дедукция (переход от общего к частному) — каждая операция оказывает положительное и отрицательное влияние на хозяйственные процессы, в результате чего возникает закон двойственности, далее, путём дедукции определяются дебетуемые и кредитуемые счета для каждой хозяйственной операции;
- синтез и анализ — под синтезом понималось составление пробного баланса или оборотной ведомости, которые позволяли обобщить и проверить разноску по счетам с выходом на синтетические счета главной книги и наоборот любой синтетический счёт может быть последовательно разложен на несколько уровней аналитических счетов, то есть проведение логического анализа (идея логисмографии).